# Pexopsis longicornis
Pexopsis longicornis är en tvåvingeart som beskrevs av Sun och Zhao 1993. Pexopsis longicornis ingår i släktet Pexopsis och familjen parasitflugor. Inga underarter finns listade i Catalogue of Life.